# Bussi sul Tirino
Bussi sul Tirino là một đô thị thuộc tỉnh Pescara trong vùng Abruzzo của Ý. Đô thị này có diện tích 26 km², dân số năm 2001 là 2977 người. Các làng trực thuộc: Bussi Officine, Cirichiello. Các đô thị giáp ranh gồm: Capestrano (AQ), Castiglione a Casauria, Collepietro (AQ), Corvara, Navelli (AQ), Pescosansonesco, Popoli, Tocco da Casauria.